# Кубок Македонії з футболу 2003—2004
Кубок Македонії з футболу 2003–2004 — 12-й розіграш кубкового футбольного турніру в Македонії. Титул втретє здобув Слога Югомагнат.

## Календар
| Раунд       | Дата                       | Матчі | Клуби   |
| ----------- | -------------------------- | ----- | ------- |
| 1/16 фіналу | 3 серпня 2003              | 16    | 32 → 16 |
| 1/8 фіналу  | 1/22 жовтня 2003           | 16    | 16 → 8  |
| 1/4 фіналу  | 26 листопада/3 грудня 2003 | 8     | 8 → 4   |
| 1/2 фіналу  | 3 березня/14 квітня 2004   | 4     | 4 → 2   |
| Фінал       | 24 травня 2004             | 1     | 2 → 1   |

## 1/16 фіналу
| Команда 1                   | Рахунок      | Команда 2             |
| --------------------------- | ------------ | --------------------- |
| 3 серпня 2003               |              |                       |
| Сілекс                      | 1:1 пен. 2:4 | Маджарі Солідарност   |
| Македонія Гьорче Петров (2) | 1:0          | 11 Октомврі (2)       |
| Слога (Виниця) (3)          | 2:4          | Пелістер (2)          |
| Гостивар (3)                | 1:3          | Тиквеш                |
| Пролетер (3)                | 1:16         | Вардар                |
| Новаці (3)                  | 1:3          | Слога Югомагнат       |
| Турново (2)                 | 5:0          | Кожуф (3)             |
| Братство (Ресен) (2)        | 0:2          | Побєда                |
| Малеш (3)                   | 2:3          | Брегальниця (Делчево) |
| Беласиця (Струмиця)         | 3:1          | Куманово (2)          |
| Брегальниця (Штип) (2)      | 2:5          | Цементарниця 55       |
| Лозар (2)                   | 1:0          | Башкімі               |
| Работнічкі                  | 4:0          | Влазрімі (2)          |
| Воска (3)                   | 0:9          | Осогово (2)           |
| Шкендія (2)                 | 2:0          | Караорман (3)         |
| Борец (Велес) (2)           | 1:5          | Напредок              |

## 1/8 фіналу
| Команда 1                   | Заг.    | Команда 2       | 1-й матч | 2-й матч |
| --------------------------- | ------- | --------------- | -------- | -------- |
| 1/22 жовтня 2003            |         |                 |          |          |
| Вардар                      | 3:3 (ч) | Цементарниця 55 | 1:1      | 2:2      |
| Македонія Гьорче Петров (2) | 4:7     | Работнічкі      | 1:4      | 3:3      |
| Напредок                    | 4:2     | Шкендія (2)     | 3:1      | 1:1      |
| Турново (2)                 | 0:2     | Тиквеш          | 0:1      | 0:1      |
| Маджарі Солідарност         | 2:1     | Пелістер (2)    | 1:0      | 1:1      |
| Осогово (2)                 | 3:4     | Лозар (2)       | 2:0      | 1:4      |
| Брегальниця (Делчево)       | 3:5     | Побєда          | 1:2      | 2:3      |
| Беласиця (Струмиця)         | 2:5     | Слога Югомагнат | 2:2      | 0:3      |

## 1/4 фіналу
| Команда 1                  | Заг. | Команда 2           | 1-й матч | 2-й матч |
| -------------------------- | ---- | ------------------- | -------- | -------- |
| 26 листопада/3 грудня 2003 |      |                     |          |          |
| Напредок                   | 4:2  | Лозар (2)           | 3:0      | 1:2      |
| Работнічкі                 | 3:1  | Тиквеш              | 2:0      | 1:1      |
| Слога Югомагнат            | 4:3  | Маджарі Солідарност | 2:1      | 2:2      |
| Вардар                     | 2:3  | Побєда              | 1:1      | 1:2      |

## 1/2 фіналу
| Команда 1                | Заг.    | Команда 2       | 1-й матч | 2-й матч |
| ------------------------ | ------- | --------------- | -------- | -------- |
| 3 березня/14 квітня 2004 |         |                 |          |          |
| Побєда                   | 2:2 (ч) | Напредок        | 2:1      | 0:1      |
| Работнічкі               | 2:2 (ч) | Слога Югомагнат | 2:1      | 0:1      |

## Фінал
| 24 травня 2004 |

| Напредок | 0:1 | Слога Югомагнат |
| -------- | --- | --------------- |
|          |     | Бечирі 51'      |

| Градський стадіон, Скоп'є Глядачів: 5 000 Арбітр: Еміл Божиновський |